# Liste der Nummer-eins-Hits in Brasilien (2023)
Diese Liste der Nummer-eins-Hits basiert auf den offiziellen Charts von Pro-Música Brasil, der brasilianischen Landesgruppe der IFPI, im Jahr 2023. Die Charts basieren vollständig auf Streaming und werden monatlich ermittelt.

## Singles
| ← 2022 ← | Liste der Nummer-eins-Hits in Brasilien | Liste der Nummer-eins-Hits in Brasilien                                                               | Liste der Nummer-eins-Hits in Brasilien | 2024 →                    |
| \| Zeitraum \| Mt. ges. \| Interpret \| Titel Autor(en) \| Zusätzliche Informationen \| \| (Zeitraum, Monate auf Platz eins, Interpret, Titel, Autor[en], zusätzliche Informationen) \| \| \| \| \| \| ----------------------------------------------------------------------------------------- \| -------- \| ----------------------------------------------------------------------------------------------------- \| --------------------------------------------------------------------------------------------------------------------------------------------------------------------------------------------------------------------------------------------------------------------------------------------------------------------------------------- \| ------------------------- \| \| Januar 2023 1 Monat \| 1 \| Marília Mendonça \| Leão Geizon Carlos da Cruz Fernandes \| – \| \| Februar 2023 1 Monat \| 1 \| Léo Santana \| Zona de perigo Silvino José Farias dos Santos, Adriel Max Santos da Silva, Yvees Santana, Rafael Pereira Chagas da Silva, Washington Nilo Barbosa Lima Junior, Lucas Oliveira Borges \| – \| \| März 2023 – Mai 2023 3 Monate \| 3 \| Agroplay feat. Ana Castela \| Nosso quadro Marcos Roberto Ribeiro Carvalho, Rodolfo Bomfim Alessi \| – \| \| Juni 2023 – Juli 2023 2 Monate \| 2 \| Dennis & MC Kevin o Chris \| Tá OK Dennison de Lima Gomes, Kevin de Oliveira \| – \| \| August 2023 – September 2023 2 Monate \| 2 \| MC Kevin o Chris feat. DJ NK da Serra \| Faz um vuk vuk (teto espelhado) Fabiano Almeida, Kaique Monteiro, Kevin de Oliveira \| – \| \| Oktober 2023 1 Monat \| 1 \| Gusttavo Lima feat. Ana Castela \| Canudinho (ao vivo) Bia Frazo, Dan Candido, Kleber dos Santos Batista, Matheus Araújo, Rafael Quadros da Silva \| – \| \| November 2023 – Dezember 2023 2 Monate \| 2 \| MC IG, MC PH, MC Ryan SP & MC Luki feat. MC Davi, MC Don Juan, MC Kadu, MC GH do 7, MC GP & TrapLaudo \| Let’s Go 4 Guilherme Sergio Ramos de Souza, Ryan Santana dos Santos, Matheus Wallace Mendonça da Cruz, Pedro Henrique de Oliveira Rocha, Gabriel Henrique Nogueira Goulart Costa, Davi Almeida dos Santos, Lucas Costa dos Santos, Gabriel Porto dos Santos, Carlos Eduardo Hernandez Palmiro, Gustavo Henrique Ramos Toledo, TrapLaudo \| – \| |                                         | | |                           |
| ← 2022 |                                         | | | → 2024 →                  |
| Zeitraum | Mt. ges.                                | Interpret                                                                                             | Titel Autor(en) | Zusätzliche Informationen |
| (Zeitraum, Monate auf Platz eins, Interpret, Titel, Autor[en], zusätzliche Informationen) |                                         | | |                           |
| Januar 2023 1 Monat | 1                                       | Marília Mendonça                                                                                      | Leão Geizon Carlos da Cruz Fernandes | –                         |
| Februar 2023 1 Monat | 1                                       | Léo Santana                                                                                           | Zona de perigo Silvino José Farias dos Santos, Adriel Max Santos da Silva, Yvees Santana, Rafael Pereira Chagas da Silva, Washington Nilo Barbosa Lima Junior, Lucas Oliveira Borges | –                         |
| März 2023 – Mai 2023 3 Monate | 3                                       | Agroplay feat. Ana Castela                                                                            | Nosso quadro Marcos Roberto Ribeiro Carvalho, Rodolfo Bomfim Alessi | –                         |
| Juni 2023 – Juli 2023 2 Monate | 2                                       | Dennis & MC Kevin o Chris                                                                             | Tá OK Dennison de Lima Gomes, Kevin de Oliveira | –                         |
| August 2023 – September 2023 2 Monate | 2                                       | MC Kevin o Chris feat. DJ NK da Serra                                                                 | Faz um vuk vuk (teto espelhado) Fabiano Almeida, Kaique Monteiro, Kevin de Oliveira | –                         |
| Oktober 2023 1 Monat | 1                                       | Gusttavo Lima feat. Ana Castela                                                                       | Canudinho (ao vivo) Bia Frazo, Dan Candido, Kleber dos Santos Batista, Matheus Araújo, Rafael Quadros da Silva | –                         |
| November 2023 – Dezember 2023 2 Monate | 2                                       | MC IG, MC PH, MC Ryan SP & MC Luki feat. MC Davi, MC Don Juan, MC Kadu, MC GH do 7, MC GP & TrapLaudo | Let’s Go 4 Guilherme Sergio Ramos de Souza, Ryan Santana dos Santos, Matheus Wallace Mendonça da Cruz, Pedro Henrique de Oliveira Rocha, Gabriel Henrique Nogueira Goulart Costa, Davi Almeida dos Santos, Lucas Costa dos Santos, Gabriel Porto dos Santos, Carlos Eduardo Hernandez Palmiro, Gustavo Henrique Ramos Toledo, TrapLaudo | –                         |